# Napoléon Magne
Napoléon Magne est un homme politique français né le 7 juin 1865 à Reims (Marne) et décédé le 7 mars 1933 à Paris.

## Biographie
Petit-fils de Pierre Magne, ministre du Second Empire, il est admis à l'école militaire de Saint-Cyr en 1884 puis à l'école de cavalerie de Saumur. Il quitte l'armée en 1897 avec le grade de capitaine. Il est conseiller général et député de la Dordogne de 1898 à 1902, siégeant à droite comme bonapartiste et conservateur.
Généreusement, il mit à disposition le château de Trélissac, dit le château Magne, pour soigner des blessés lors de la Grande guerre[réf. nécessaire], puis le légua à la ville de Périgueux à condition d'en faire un hospice pour personnes âgées.
Napoléon Magne est enterré aux côtés de son grand-père, Pierre Magne, au cimetière du Nord de Périgueux.

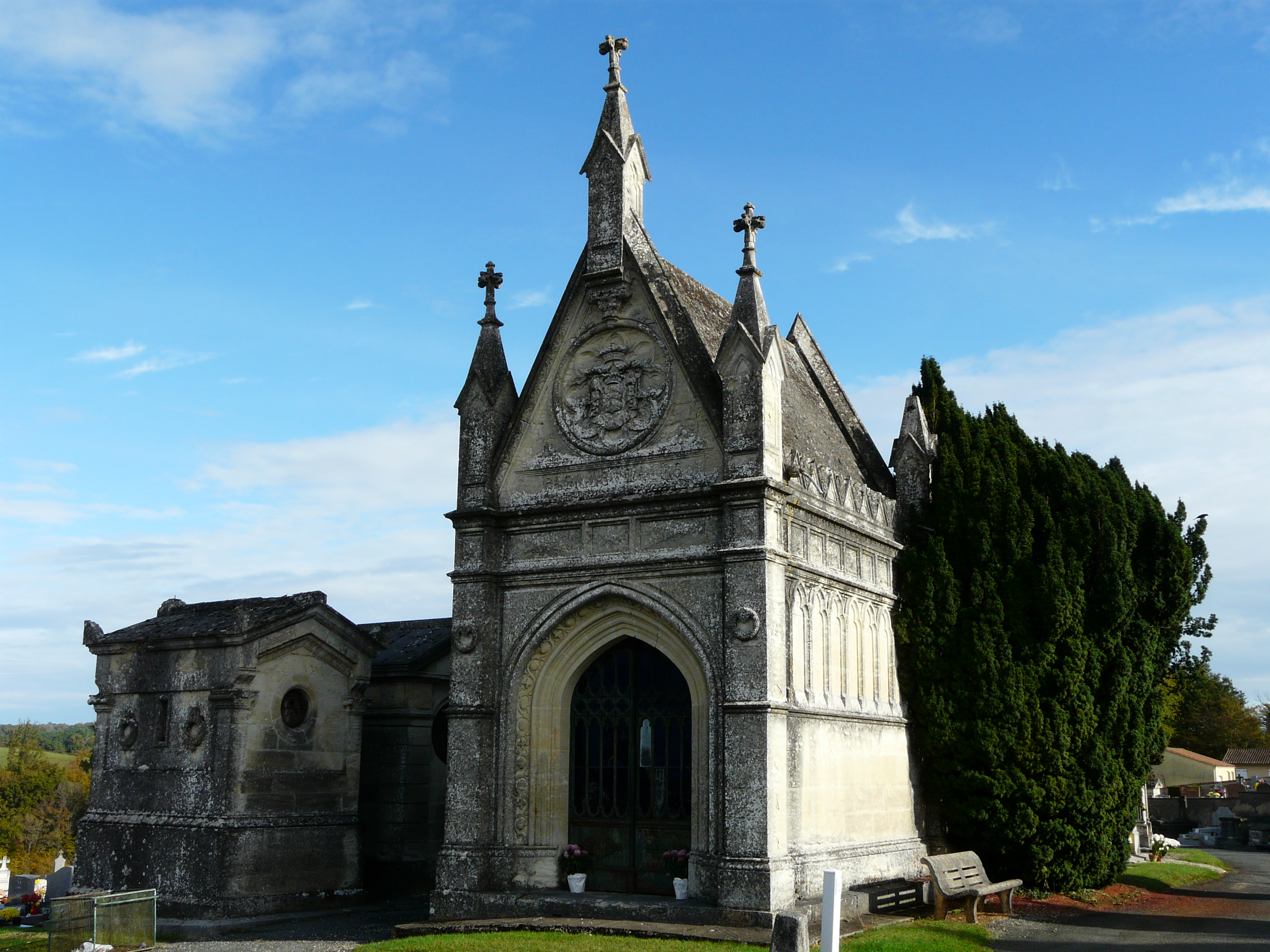
Chapelle de la famille Magne au cimetière du Nord (Périgueux).